# Skócia zászlaja

Az Andráskereszt, Skócia zászlaja, égszínkékkel

A skót zászlóban szerepel egy fehér andráskereszt (lat. Crux decussata = X alakú kereszt), amely Skócia védőszentjének, a mártír Szent Andrásnak a keresztjét jelképezi, kék mezőben.

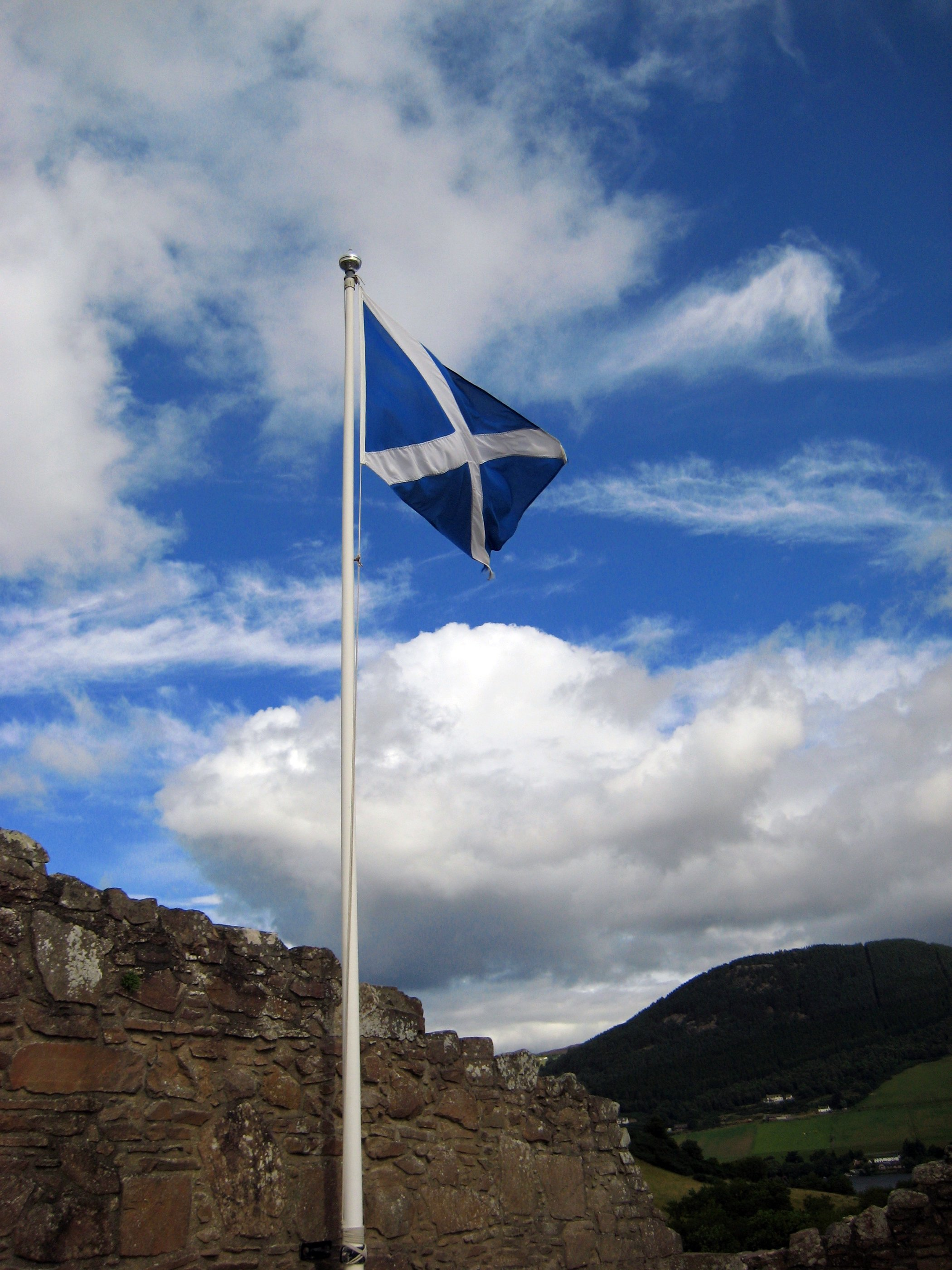
A skót zászló a világ egyik legrégibb zászlaja

A skót zászló a világ egyik legrégibb zászlója, amelyet hagyományosan a 9. századra datálnak, és a dán Dannebrog zászló után a legrégebbi, amely még ma is használatban van nemzeti lobogóként. A legenda szerint, II. Angusz király vezette a pikteket és a skótokat csatába az angol Ethelsztán király ellen, a mai Athelstaneford melletti mezőn, amikor bekerítették őket és az éjszaka folyamán Szent András, akit korábban ferde kereszten égettek el s vált mártírrá, megjelent neki és biztosította a győzelemről. A következő nap mindkét oldalon egy fehér andráskereszt jelent meg. A piktek és a skótok ezen felbuzdultak és legyőzték az angolokat. Azóta ez a skótok lobogója.
Bizonyítékot a skót zászló használatára csak jóval későbbről találni. 1385-ben a skót parlament elrendelte a skót katonáknak, hogy viseljék az andráskeresztet megkülönböztető jelként. A legkorábbi fennmaradt skót zászló, amelyen kizárólag az andráskereszt van rajta 1503-ból való, bár ezen a kereszt piros alapon van. 1540-re Angusz király legendája módosult annyiban, hogy a megjelenő keresztek mögött ott tündökölt a kék ég. Csak ezután vált a nemzet lobogójává a zászló mai formájában.
Időnként világoskék volt a háttér, máskor meg tengerészkék (attól függően, hogy éppen milyen festék volt elérhető), ma már azonban meghatározták a konkrét színt egy nemzetközi szabvány alapján (Pantone 300). 2003-ban a Skót Parlament egyik bizottsága előterjesztette, hogy a szóban forgó színt fogadják el sztenderdnek. Az nem jelent semmit, hogy ez a fajta kék halványabb a brit lobogó (Union Jack) Pantone 280-asánál. A zászló arányai nincsenek rögzítve, de általában az 5:3 vagy a 3:2 arányokat részesítik előnyben. A kereszt szélessége a zászló magasságának egyötöde kell hogy legyen.
A skót andráskereszt és háttér az Egyesült Királyság zászlajának is a része. Mivel Szent András nem csak a skótok védőszentje, máshol is találkozni az andráskereszttel, például az oroszok tengerészeti katonai lobogója is hasonló keresztet visel. Ezen kívül a kanadai Új-Skócia címerében és zászlajában fehér alapon kék andráskereszt található (Új-Skócia eredetileg skót gyarmat volt), de a kék itt világosabb. Ehhez hasonlóan a spanyol Tenerife és a távolabbi kolumbiai Szent András szigetek is andráskeresztet használnak zászlójukon.

## Lásd még
- A skót zászlók képtára